# Natividad Yarza Planas

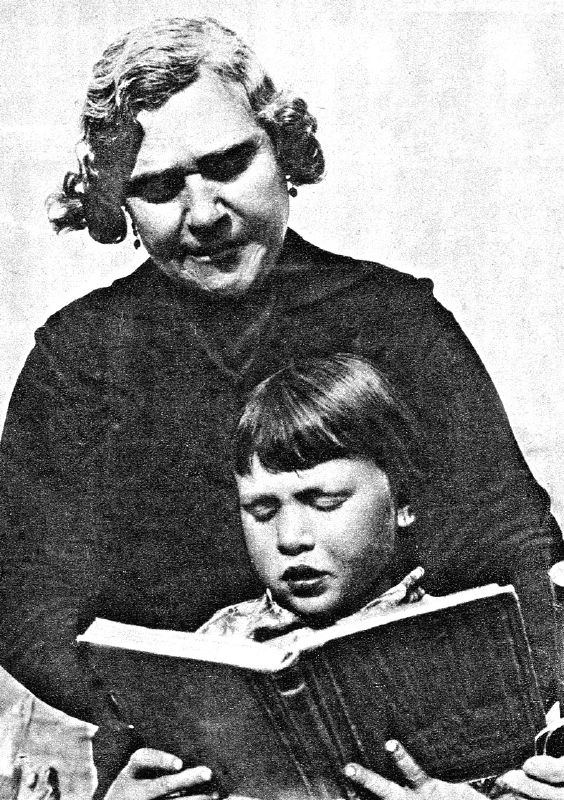
Natividad Yarza Planas

Natividad Yarza Planas (24 de dezembro de 1872 - 16 de fevereiro de 1960) foi presidente de Bellprat, na Catalunha .    Ela foi a primeira mulher eleita em Espanha após o sufrágio universal.